# Liste der Biografien/Ara
Liste der Biografien |
Portal Biografien |
Personensuche
# |
A |
B |
C |
D |
E |
F |
G |
H |
I |
J |
K |
L |
M |
N |
O |
P |
Q |
R |
S |
T |
U |
V |
W |
X |
Y |
Z |
?
 
Aa |
Ab |
Ac |
Ad |
Ae |
Af |
Ag |
Ah |
Ai |
Aj |
Ak |
Al |
Am |
An |
Ao |
Ap |
Aq |
Ar |
As |
At |
Au |
Av |
Aw |
Ax |
Ay |
Az
 
Ara |
Arb |
Arc |
Ard |
Are |
Arf |
Arg |
Arh |
Ari |
Arj |
Ark |
Arl |
Arm |
Arn |
Aro |
Arp |
Arq |
Arr |
Ars |
Art |
Aru |
Arv |
Arw |
Arx |
Ary |
Arz
Die Liste der Biografien führt alle Personen auf, die in der deutschsprachigen Wikipedia einen Artikel haben. Dieses ist eine Teilliste mit 575 Einträgen von Personen, deren Namen mit den Buchstaben „Ara“ beginnt.

## Ara
- Ara, Arilena (* 1998), albanische Sängerin
- Ara, Masahito (1913–1979), japanischer Literaturwissenschaftler und -kritiker
- Ara, Seiji (* 1974), japanischer Automobilrennfahrer
- Ara-Kovács, Attila (* 1953), ungarischer Philosoph, Journalist und Politiker, MdEP

### Arab
- Arab, Abderrahmane (* 1941), algerischer Schriftsteller
- Arab, Parisa (* 1992), iranische Mittel- und Langstreckenläuferin
- Arab, Samir (* 1994), maltesischer Fußballspieler
- Arab, Yazan al- (* 1996), jordanischer Fußballspieler
- Arabaci, Necati (* 1972), deutsch-türkischer Geschäftsmann, Krimineller und Funktionär der Hells Angels
- Arabadschiew, Aleksandar (* 1949), bulgarischer Jurist, Richter am Europäischen Gerichtshof
- Arabadschiew, Wladimir (* 1984), bulgarischer Rennfahrer
- Arabanoo (1759–1789), erster Aborigine, den die Briten gefangen nahmen
- Arabatzis, Stavros (* 1961), griechisch-deutscher Medientheoretiker
- Arabé, Bala (1925–1991), nigrischer Offizier und Politiker
- Arabi, Samir (* 1979), deutscher Fußballfunktionär
- Arabi, Soheil (* 1985), iranischer Blogger
- Arabian Prince (* 1965), US-amerikanischer Rapper und ProduzentArabian Prince (* 1965)

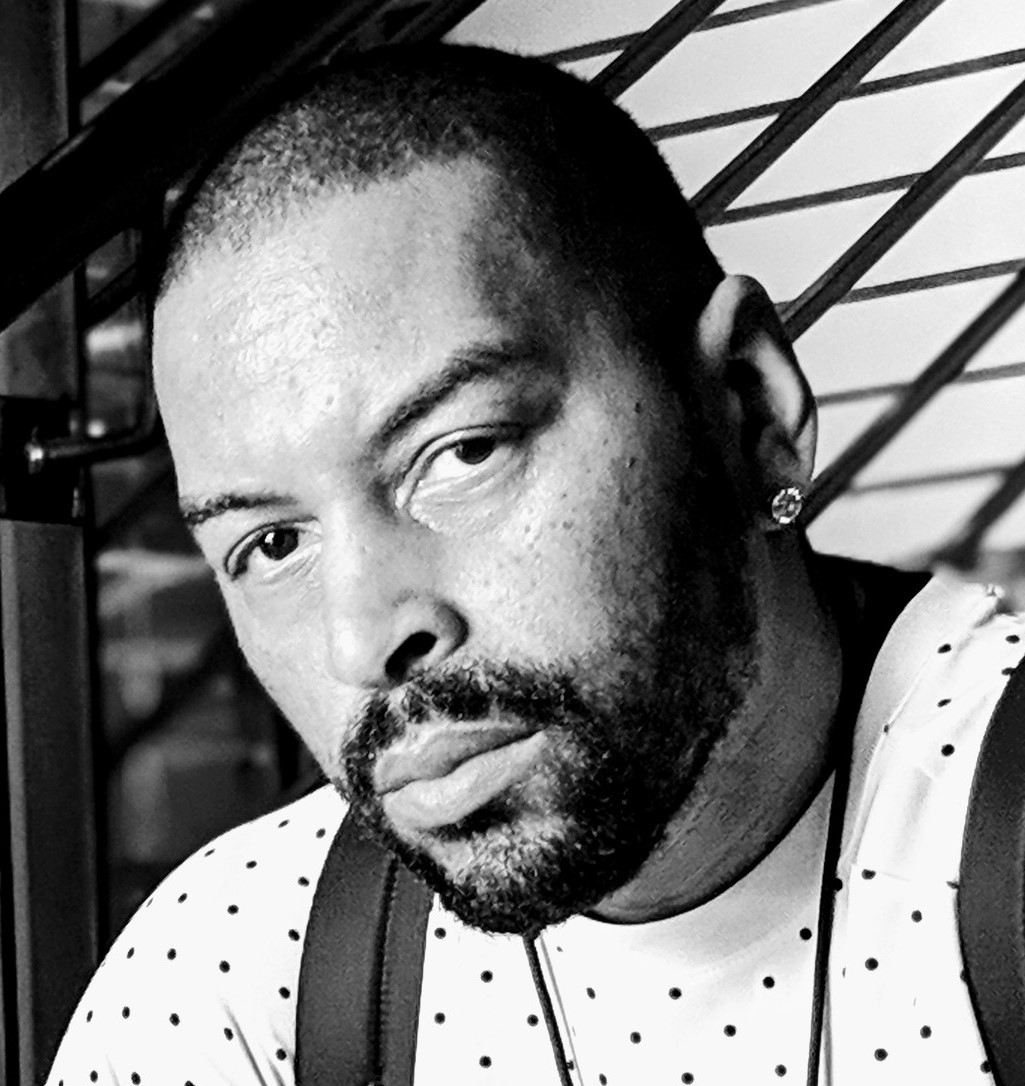
Arabian Prince (* 1965)

- Arabian, Monique († 2023), französische Balletttänzerin und -lehrerin
- Arabidse, Meri (* 1994), georgische Schachspielerin
- Ərəblinski, Hüseyn (1881–1919), aserbaidschanischer Schauspieler und Regisseur
- Arabo (1863–1893), armenischer Militäroffizier
- Arabo, Claude (1937–2013), französischer Säbelfechter
- Araboğlu, Hacı Melidon Kalfa, armenischer Architekt und Baumeister
- Arabori, Kenji (* 1988), japanischer Fußballspieler
- Arabpour, Amir (* 1985), deutsch-iranischer Islamkritiker
- Arabschah, Ahmad ibn (1389–1450), syrischer Historiker und Übersetzer
- Arabski, Tomasz (* 1968), polnischer Politiker, Leiter der Kanzlei des Ministerpräsidenten

### Arac
- Arace, Rafael (* 1995), venezolanischer Fußballspieler
- Arachamia-Grant, Ketewan (* 1968), georgische Schachmeisterin
- Arachamija, Dawyd (* 1979), ukrainischer Politiker
- Aracı, Emre (* 1968), türkischer Musikhistoriker, Dirigent und Komponist
- Aračić, Ilija (* 1970), kroatischer Fußballspieler
- Arackal, Mathew (* 1944), indischer Geistlicher und syro-malabarischer Bischof von Kanjirapally

### Arad
- Arad, Avi (* 1948), israelisch-amerikanischer Filmproduzent und Geschäftsführer von Marvel Comics
- Arad, Gal (* 1999), israelischer Sprinter
- Arad, Kobi (* 1981), israelisch-amerikanischer Pianist und Komponist
- Arad, Lail (* 1983), britische Singer-Songwriterin
- Arad, Mosche (1934–2019), israelischer Diplomat
- Arad, Ron (* 1951), britischer Industriedesigner und Architekt
- Arad, Ron (* 1958), israelischer Militär, Waffensystemoffizier der israelischen LuftwaffeRon Arad (* 1958)

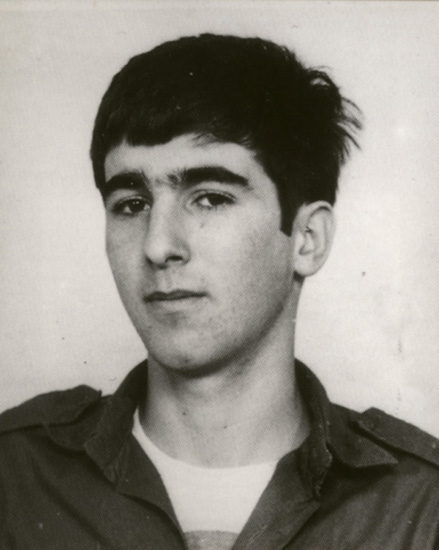
Ron Arad (* 1958)

- Arad, Yael (* 1967), israelische Judoka
- Arad, Yitzhak (1926–2021), israelischer Historiker, General der Israelischen Streitkräfte und sowjetischer Partisan; von 1972 bis 1993 Direktor von Yad Vashem (1972–1993)
- Aradeon, David (1933–2024), nigerianischer Architekt, Städteplaner und Kurator
- Aradi, Lajos (1884–1952), ungarischer Turner
- Aradini, Shpresa (* 1994), deutsche Fußballspielerin
- Aradius Paternus, römischer Statthalter
- Aradius Rufinus, römischer Konsul
- Aradius Valerius Proculus, Lucius, römischer Politiker und Konsul (340)
- Aradmu, Großwesir
- Arado, Cléber Eduardo (1972–2021), brasilianischer Fußballspieler
- Arădoaie, Andrei (* 1996), rumänischer Boxer
- Aradori, Pietro (* 1988), italienischer Basketballspieler

### Arae
- Araeen, Rasheed (* 1935), pakistanisch-britischer Maler und Bildhauer

### Araf
- Arafat, Fathi (1933–2004), palästinensischer Arzt und Mitbegründer des Roten Halbmondes
- Arafat, Hisham (1964–2024), ägyptischer Politiker
- Arafat, Jassir (1929–2004), palästinensischer Politiker und FriedensnobelpreisträgerJassir Arafat (1929–2004)

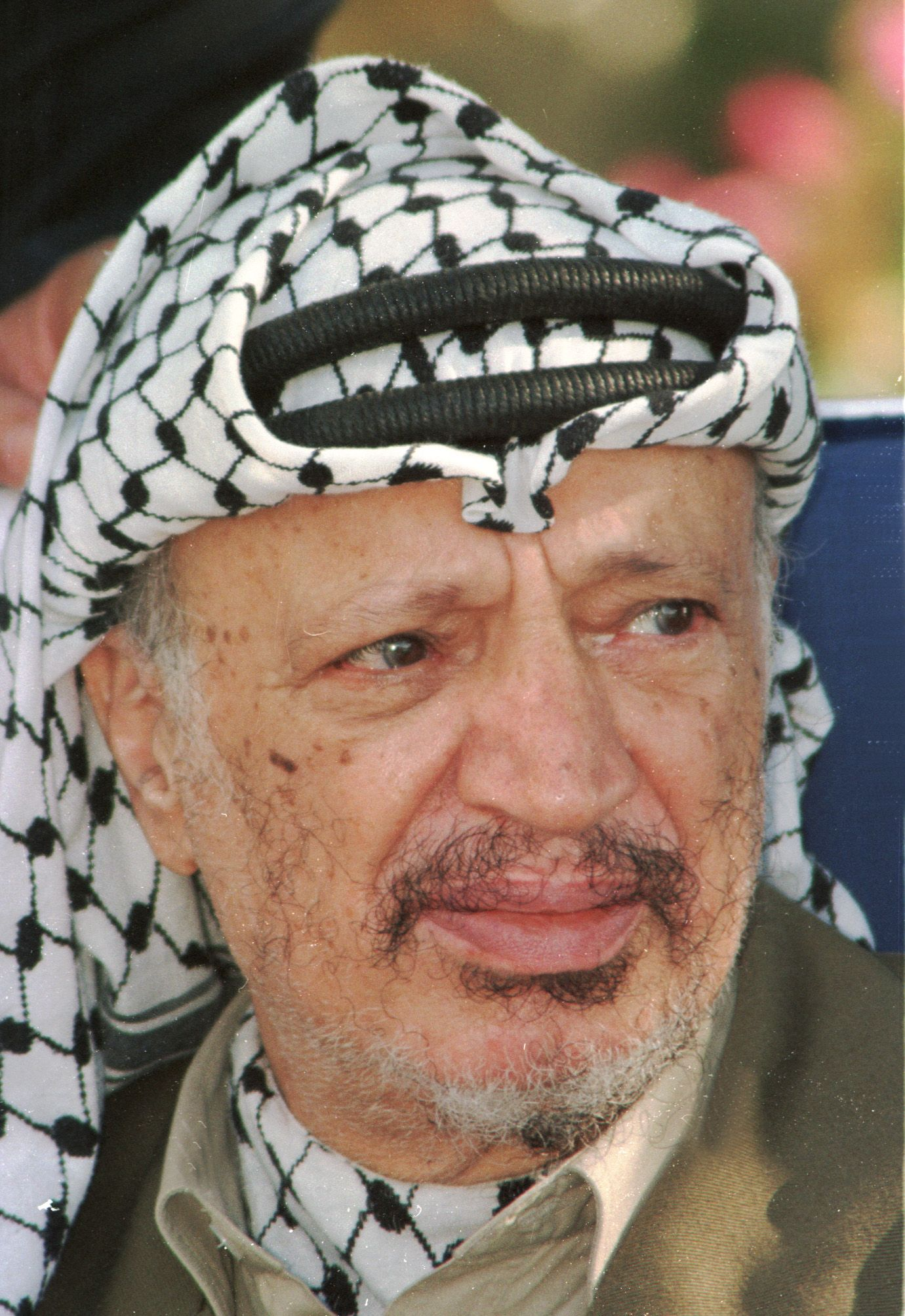
Jassir Arafat (1929–2004)

- Arafat, Musa († 2005), palästinensischer Politiker und Militär
- Arafi, Rababe (* 1991), marokkanische Leichtathletin

### Arag
- Araga, Ryūtarō (* 1990), japanischer Karateka
- Aragai, Abebe (1903–1960), äthiopischer Polizeioffizier, Widerstandskämpfer, Politiker
- Aragaki, Hideo (1903–1989), japanischer sozialkritischer Journalist
- Aragaki, Yui (* 1988), japanische Schauspielerin, Model, Sängerin
- Aragall, Jaume (* 1939), spanischer Opernsänger (Tenor)
- Aragão, Augusto Carlos Teixeira de (1823–1903), portugiesischer Militärarzt, Numismatiker, Antiquar und Historiker
- Aragão, Eugênio (* 1959), brasilianischer Jurist und Politiker
- Aragão, Jorge (* 1949), brasilianischer Pagode-Musiker, Sänger und Komponist
- Aragão, Katya (* 1986), Journalistin und Filmemacherin in São Tomé und Príncipe
- Aragão, Tereza († 1993), brasilianische Schauspielerin, Produzentin und politische Aktivistin
- Araghi, Verena (* 1975), deutsche Journalistin und ehemalige Schauspielerin
- Araghian, Leila (* 1983), iranische Architektin
- Araghtschi, Abbas (* 1960), iranischer Politiker und Außenminister
- Arago, Emmanuel (1812–1896), französischer Politiker und Advokat
- Arago, Étienne (1802–1892), französischer Schriftsteller und Reisender
- Arago, Félix (1849–1929), französischer Konteradmiral
- Arago, François (1786–1853), französischer Astronom, Physiker und PolitikerFrançois Arago (1786–1853)

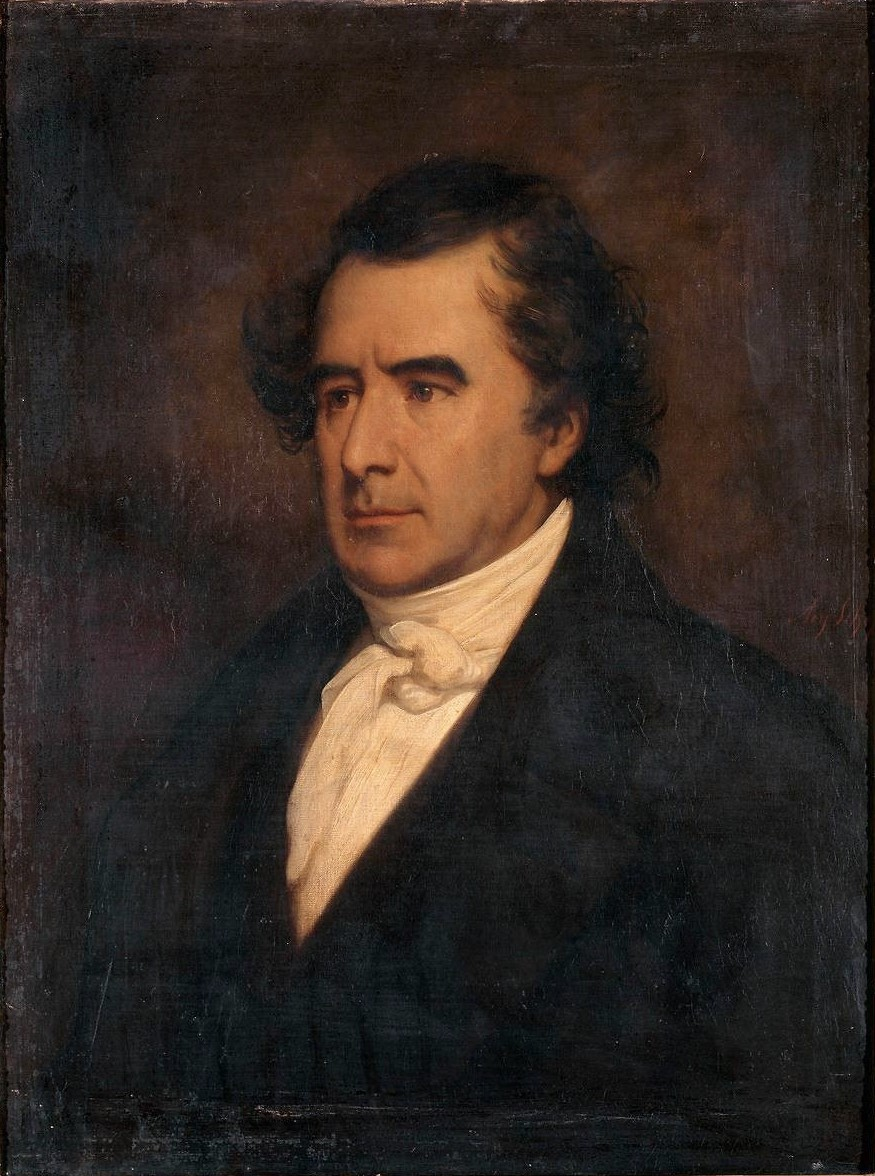
François Arago (1786–1853)

- Arago, Jacques (1790–1854), Schriftsteller und Reisender
- Aragón y Eiximenis, Alfonso de († 1425), Herzog von Gandía, Graf von Denia und Ribagorza
- Aragón y Foix, Alfonso de († 1412), Herzog von Gandía, Graf von Denia und Ribagorza
- Aragon, Alfonso von (1481–1500), illegitimer Sohn Alfons II. von Neapel und zweiter Ehemann Lucrezia Borgias
- Aragon, Art (1927–2008), US-amerikanischer Boxsportler
- Aragón, Augusto (* 1986), ecuadorianischer Fußballschiedsrichter
- Aragon, Cecilia R. (* 1960), amerikanische Informatikerin und Hochschullehrerin
- Aragón, Emilio (* 1959), spanischer spanischer Komiker, Schauspieler, Musiker, Sänger, Moderator, Filmregisseur, Drehbuchautor und Medienunternehmer
- Aragón, Enrique O. (1880–1942), mexikanischer Chemieingenieur und Rektor der Universidad Nacional Autónoma de México
- Aragón, Lorenzo (* 1974), kubanischer Boxer
- Aragon, Louis (1897–1982), französischer Historiker, Dichter und SchriftstellerLouis Aragon (1897–1982)

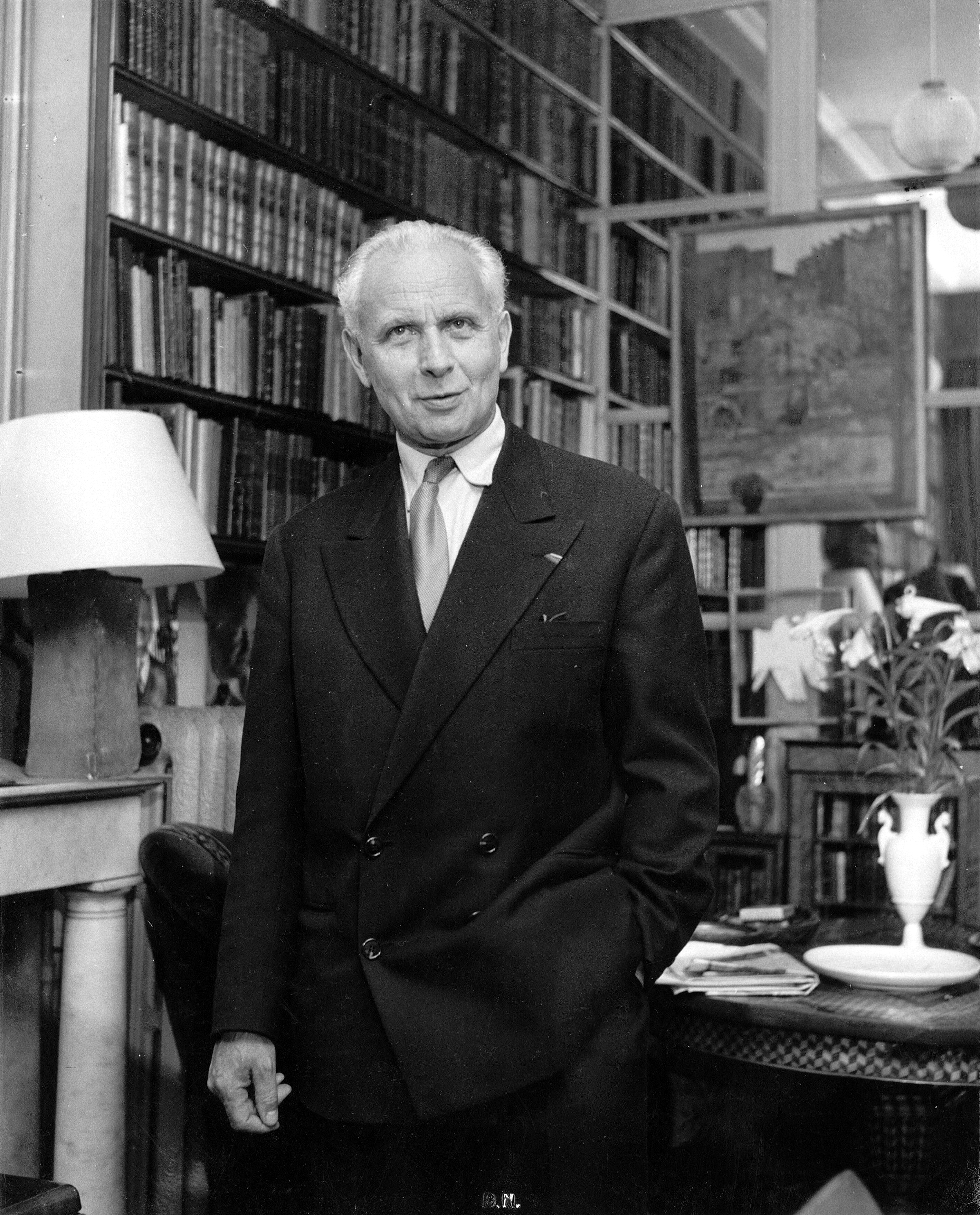
Louis Aragon (1897–1982)

- Aragon, Raul, philippinischer Schauspieler
- Aragón-Córdoba-Cardona y Fernández de Córdoba, Antonio de (1616–1650), Kardinal der Römischen Kirche
- Aragona, Giancarlo (* 1942), italienischer Diplomat, OSZE-Generalsekretär
- Aragona, Luigi d’ (1474–1519), Kardinal der katholischen Kirche
- Aragona, Tullia d’ († 1556), italienische Kurtisane, Dichterin und Philosophin der Renaissance
- Aragone, JC (* 1995), US-amerikanischer Tennisspieler
- Aragone, Juan Francisco (1883–1953), uruguayischer römisch-katholischer Bischof
- Aragonés, Luis (1938–2014), spanischer Fußballspieler und -trainerLuis Aragonés (1938–2014)

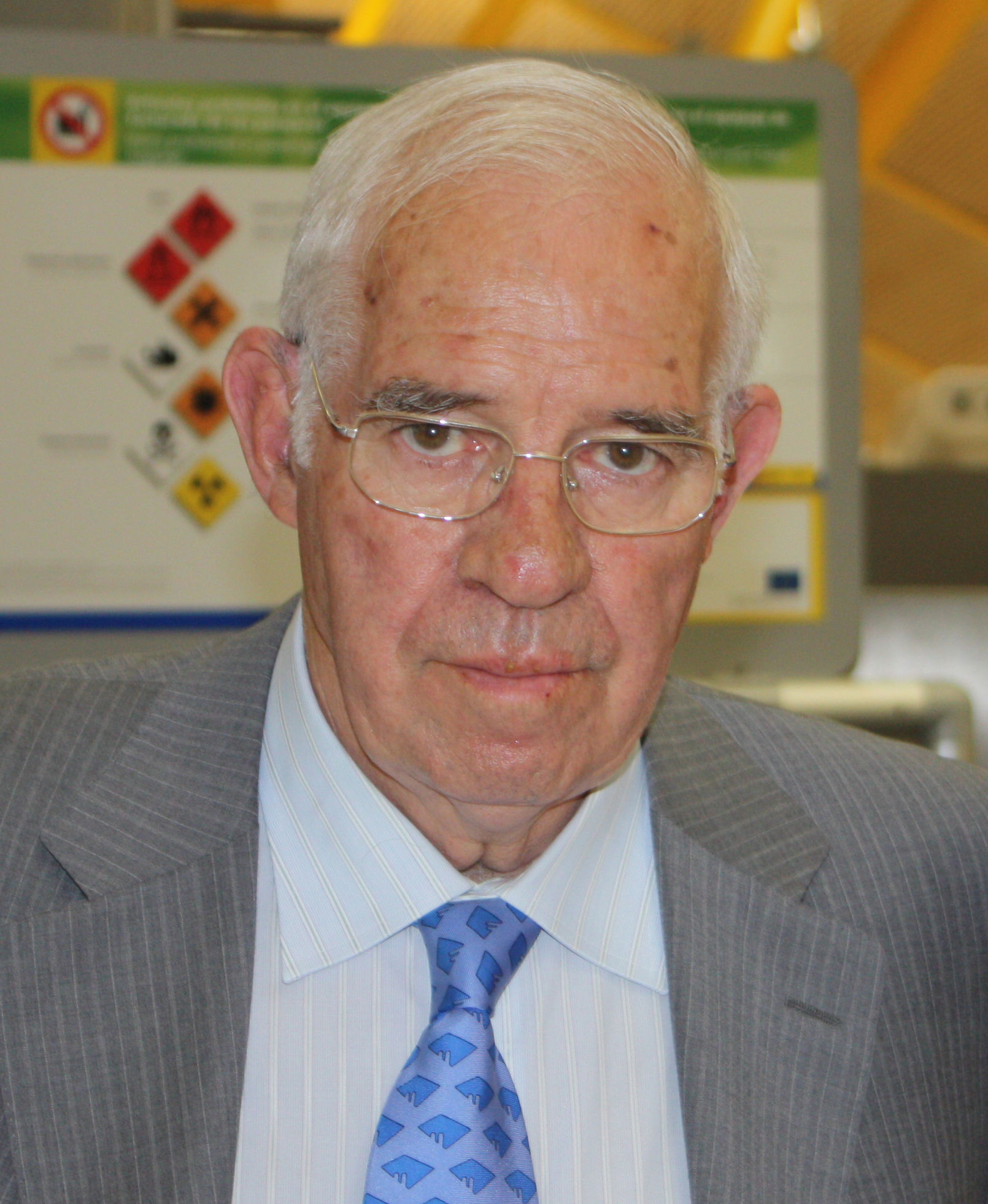
Luis Aragonés (1938–2014)

- Aragonès, Pere (* 1982), spanischer Politiker (Esquerra Republicana de Catalunya), katalanischer Regionalpräsident
- Aragonés, Sergio (* 1937), spanischer Cartoonist

### Arah
- Arahata, Kanson (1887–1981), japanischer Sozialist

### Arai
- ARAI (* 1995), österreichischer Singer-Songwriter, Komponist und Musikproduzent
- Arai Hakuseki (1657–1725), konfuzianischer Gelehrter, Ökonom, Dichter und Berater des Shogun Tokugawa Ienobu
- Arai, Chizuru (* 1993), japanische Judoka
- Arai, Daisuke (* 1988), japanischer Rollstuhltennisspieler
- Arai, Haruki (* 1998), japanischer Fußballspieler
- Arai, Hideaki (* 2000), japanischer Fußballspieler
- Arai, Hikaru (* 1999), japanischer Fußballspieler
- Arai, Hirooki (* 1988), japanischer Geher
- Arai, Hiroto (* 1996), japanischer Fußballspieler
- Arai, Ikki (* 1993), japanischer Fußballspieler
- Arai, Jumpei (* 1989), japanischer Fußballspieler
- Arai, Jumpei (* 1994), japanischer Fußballspieler
- Arai, Ken (* 1981), japanischer Speerwerfer
- Arai, Kenji (* 1978), japanischer Fußballspieler
- Arai, Kichio Allen (1901–1966), US-amerikanischer Architekt
- Arai, Kōzō (* 1950), japanischer Fußballspieler
- Arai, Maki (* 1982), japanische Tennisspielerin
- Arai, Makoto (* 1950), japanischer Rechtswissenschaftler und Hochschullehrer
- Arai, Mao (* 2003), japanische Judoka
- Arai, Masaru (* 1952), japanischer Amateurastronom und Asteroidenentdecker
- Arai, Mikihito (* 1994), japanischer Fußballspieler
- Arai, Mizuki (* 1997), japanischer Fußballspieler
- Arai, Nanami (* 1994), japanischer Mittel- und Langstreckenläufer
- Arai, Naoto (* 1996), japanischer Fußballspieler
- Arai, Nobuo (1909–1990), japanischer Schwimmer
- Arai, Noriko (* 1962), japanische Mathematikerin, Informatikerin und Hochschullehrerin
- Arai, Ōsui (1846–1922), japanischer Christ
- Arai, Ryōhei (* 1990), japanischer Fußballspieler
- Arai, Ryōhei (* 1991), japanischer Speerwerfer
- Arai, Satoshi (* 1946), japanischer Politiker
- Arai, Shigeo (1916–1944), japanischer Schwimmer
- Arai, Shōgo (* 1945), japanischer Politiker
- Arai, Shōta (* 1985), japanischer Fußballspieler
- Arai, Shōta (* 1988), japanischer Fußballspieler
- Arai, Shūga (* 1999), japanischer Fußballspieler
- Arai, Taiki (* 1997), japanischer Fußballspieler
- Arai, Tatsunori (* 1983), japanischer Fußballspieler
- Arai, Tatsuya (* 1988), japanischer Fußballspieler
- Arai, Tomoyuki (* 1981), japanischer Sprinter
- Arai, Toshihiro (* 1966), japanischer Rallyefahrer
- Arai, Yoshiaki (* 1995), japanischer Fußballspieler
- Arai, Yoshika (* 1982), japanische Hindernisläuferin
- Arai, Yuta (* 2003), japanischer Fußballspieler
- Arai, Yuta (* 2004), japanischer Fußballspieler
- Araiba, Tōru (* 1979), japanischer Fußballspieler
- Araithos von Tegea, antiker griechischer Historiker
- Araiza, Francisco (* 1950), mexikanischer SängerFrancisco Araiza (* 1950)

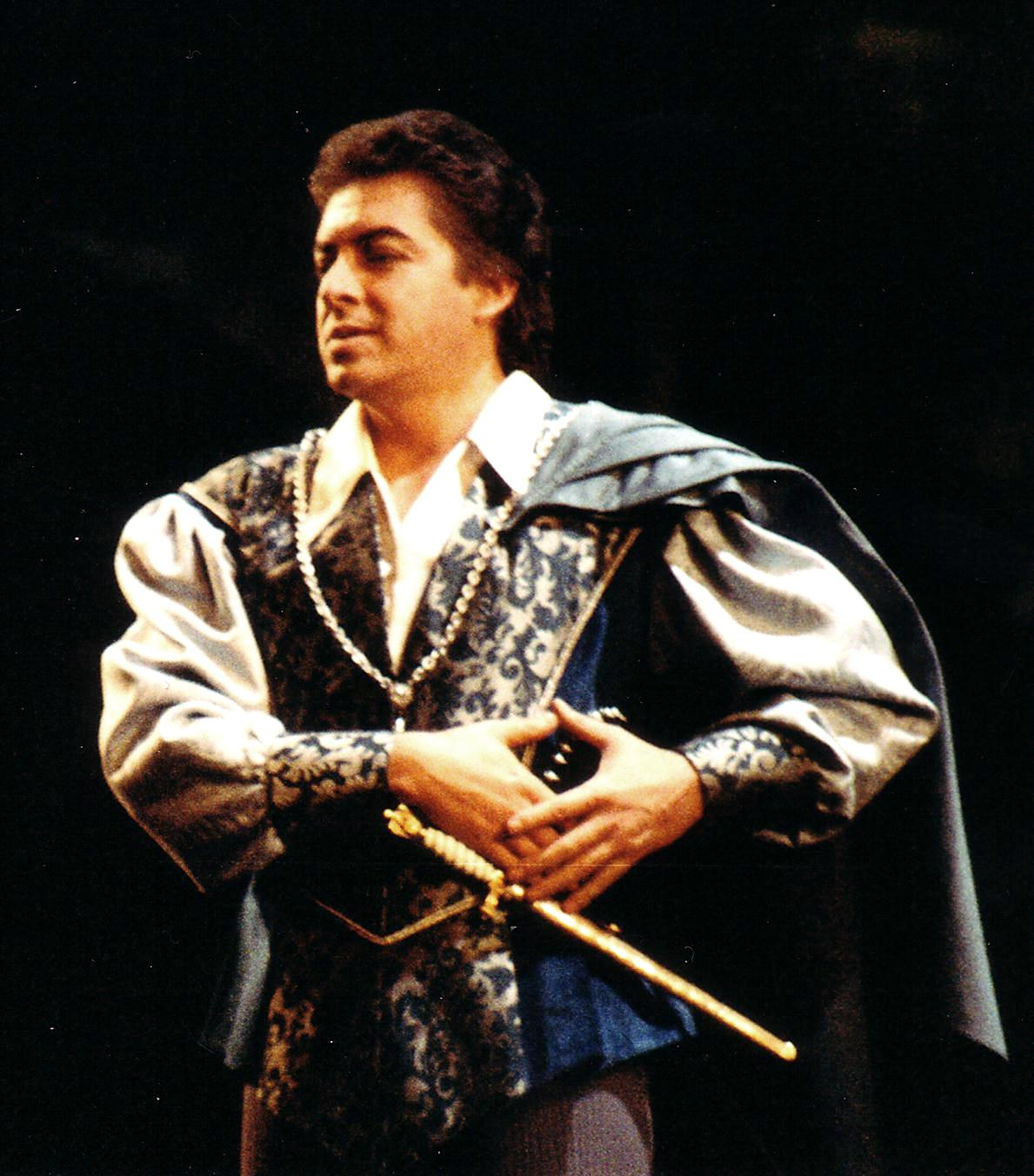
Francisco Araiza (* 1950)

- Araiza, Raúl (* 1964), mexikanischer Schauspieler

### Araj
- Araj, Ahmed al-, Scheich der Saadier in Marokko (1517–1544)
- Araja, Francesco (* 1709), italienischer Komponist und Kapellmeister
- Arajärvi, Pentti (* 1948), finnischer Politiker (SDP), Jurist, Dozent, Autor und Ehemann von Tarja Halonen
- Arājs, Viktors (1910–1988), lettischer Kollaborateur und Täter des Holocaust, Führer des Kommando Arajs
- Arajuuri, Paulus (* 1988), finnischer Fußballspieler

### Arak
- Arakachatani, Königssohn oder General
- Arakaki, Ankichi (1899–1927), japanischer Kampfkunstexperte

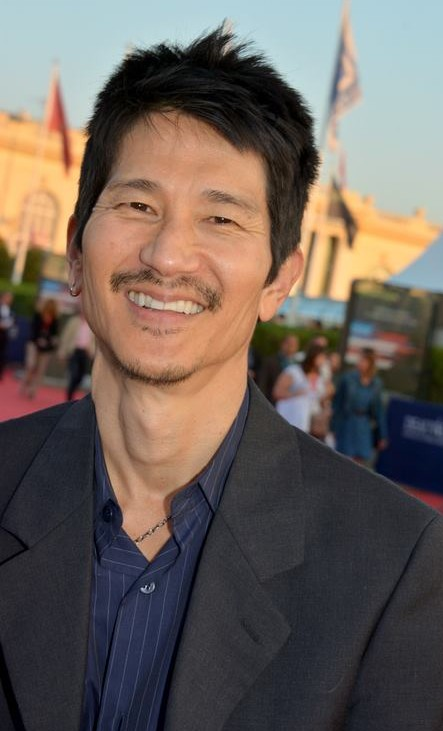
Gregg Araki (* 1959)

- Arakaki, Takayuki (* 1996), japanischer Fußballspieler
- Arakas, Arnold (1908–1946), estnischer Fußballspieler
- Arakatsu, Bunsaku (1890–1973), japanischer Physiker
- Arakawa, Betsy (* 1959), US-amerikanische Pianistin und Unternehmerin
- Arakawa, Ei (* 1977), japanisch-US-amerikanischer Performance-, Installations- und Aktionskünstler
- Arakawa, Eriko (* 1979), japanische Fußballspielerin
- Arakawa, Haruna (* 1999), japanische Tennisspielerin
- Arakawa, Hiromu (* 1973), japanische Manga-Zeichnerin
- Arakawa, Minoru (* 1946), japanischer Unternehmer
- Arakawa, Natsuho (* 1997), japanische Tennisspielerin
- Arakawa, Shizuka (* 1981), japanische Eiskunstläuferin
- Arakawa, Shūsaku (1936–2010), japanischer Architekt, Maler und Grafiker
- Arakawa, Tomiko, japanische Badmintonspielerin
- Arakawa, Tōru (1932–2015), japanischer Wadō-Ryu-Karate-Großmeister
- Arakawa, Towa (* 2003), japanischer Fußballspieler
- Arakawa, Toyozō (1894–1985), japanischer Töpfer
- Arakawa, Yasuhiko (* 1952), japanischer Physiker
- Arakawa, Yasuo (* 1939), japanischer Jazzmusiker
- Arakawa, Yōji (* 1949), japanischer Tanka-Dichter, Schriftsteller und Essayist
- Arakayo Amabe, Ambroise Uma (1930–1989), kongolesischer Geistlicher, Bischof von Isiro-Niangara
- Arakeljan, Hrant (* 1947), armenischer Wissenschaftsphilosoph und Physiker
- Arakeljan, Norajr (* 1936), armenischer Mathematiker
- Arakeljan, Sedrak (1884–1942), armenisch-sowjetischer Maler
- Arakelow, Boris Arschakowitsch (1938–2002), sowjetischer bzw. russischer Schauspieler und Synchronsprecher
- Arakelow, Suren Jurjewitsch (* 1947), russischer Mathematiker
- Araken (1905–1990), brasilianischer Fußballspieler
- Araki, Daigo (* 1994), japanischer Fußballspieler
- Araki, Erika (* 1984), japanische Volleyballspielerin
- Araki, Gregg (* 1959), asiatisch-amerikanischer Filmregisseur und ProduzentGregg Araki (* 1959)
- Araki, Hayato (* 1996), japanischer Fußballspieler
- Araki, Hirohiko (* 1960), japanischer MangakaHirohiko Araki (* 1960)

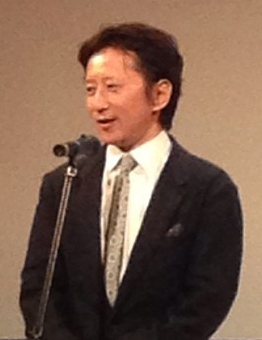
Hirohiko Araki (* 1960)

- Araki, Hiroshi, japanischer Astronom und Asteroidenentdecker
- Araki, Huzihiro (1932–2022), japanischer Physiker
- Araki, Jippo (1872–1944), japanischer Maler des Nihonga
- Araki, Kampo (1831–1915), japanischer Maler
- Araki, Minoru S. (* 1931), US-amerikanischer Ingenieur
- Araki, Mitsutarō (1894–1951), japanischer Volkswirtschaftler
- Araki, Mohammad Ali (1894–1994), iranischer Geistlicher, schiitischer Großajatollah
- Araki, Mohsen (* 1955), iranischer schiitischer Geistlicher
- Araki, Nobuyoshi (* 1940), japanischer Fotograf
- Araki, Ryota (* 2000), japanischer Fußballspieler
- Araki, Ryōtarō (* 2002), japanischer Fußballspieler
- Araki, Sadao (1877–1966), japanischer Offizier
- Araki, Shō (* 1995), japanischer Fußballspieler
- Araki, Shunta (* 1999), japanischer Fußballspieler
- Araki, Shūta (* 1999), japanischer Fußballspieler
- Araki, Takeshi (1916–1994), japanischer Politiker, Bürgermeister von Hiroshima
- Araki, Yoshikuni (1921–1997), japanischer Landschaftsarchitekt
- Araki, Yūsuke (* 1986), japanischer Fußballschiedsrichter
- Arakida, Moritake (1473–1549), japanischer Lyriker und Shintōpriester
- Arakida, Reijo (1732–1806), japanische Schriftstellerin
- Arakji, Wael (* 1994), libanesischer Basketballspieler
- Araktschejew, Alexei Andrejewitsch (1769–1834), russischer General und Staatsmann
- Arakwiye, Bernadette, ruandische Politikerin

### Aral
- Aral, Cahit (1927–2011), türkischer Politiker
- Aral, Meriç (* 1988), türkische Schauspielerin
- Araldi, Josaphat, italienischer Maler
- Aralica, Ivan (* 1930), jugoslawischer bzw. kroatischer Schriftsteller, Essayist und Politiker (HDZ)

### Aram
- Aram I. (* 1947), armenischer Geistlicher; Katholikos von Kilikien
- Aram Mp3 (* 1984), armenischer Sänger und Comedian
- Aram Shah, 2. Sultan des Delhi-Sultanats
- Aram, Eugene (1704–1759), englischer Philologe
- Aram, Kurt (1869–1934), deutscher Journalist und Schriftsteller
- Aram, Moshe (1896–1978), israelischer Politiker
- Aram, Siegfried (1891–1978), deutscher Jurist, Kulturpolitiker, Kunstsammler und Kunsthändler
- Aramă, Horia (1930–2007), rumänischer Science-Fiction-Autor, Verfasser von Lyrik und Comicszenarist
- Arama, Jitzchak (1420–1494), spanisch-jüdischer Gelehrter
- Araman, Eli (1934–2021), ägyptischer Basketballspieler und -trainer
- Aramatelqo, nubischer König
- Aramayo, Carlos (* 1972), bolivianischer Skirennläufer
- Aramayo, Carlos Victor (1889–1982), bolivianischer Unternehmer, Diplomat und Politiker
- Aramayo, Manuel (1955–1999), bolivianischer Skirennläufer
- Aramayo, Nayana (* 2005), bolivianische Sprinterin
- Aramayo, Robert (* 1992), britischer SchauspielerRobert Aramayo (* 1992)

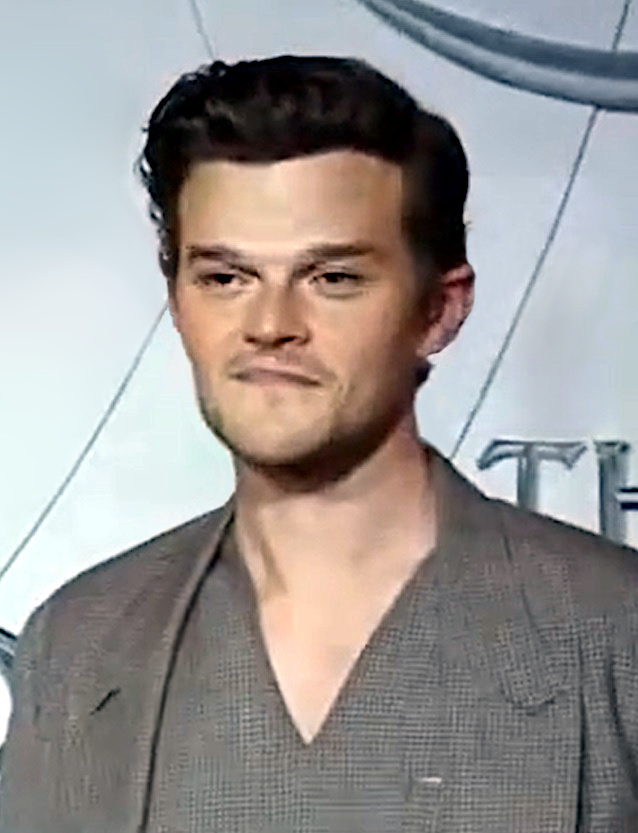
Robert Aramayo (* 1992)

- Arambarri, Mauro (* 1995), uruguayischer Fußballspieler
- Arambilet (* 1957), dominikanischer Schriftsteller, Drehbuchautor, Maler, Grafiker und Filmemacher
- Arambourg, Camille (1885–1969), französischer Geologe und Paläontologe
- Arambulet, Noel (* 1974), venezolanischer Boxer
- Aramburu, Fernando (* 1959), spanischer Schriftsteller, Dichter und ÜbersetzerFernando Aramburu (* 1959)

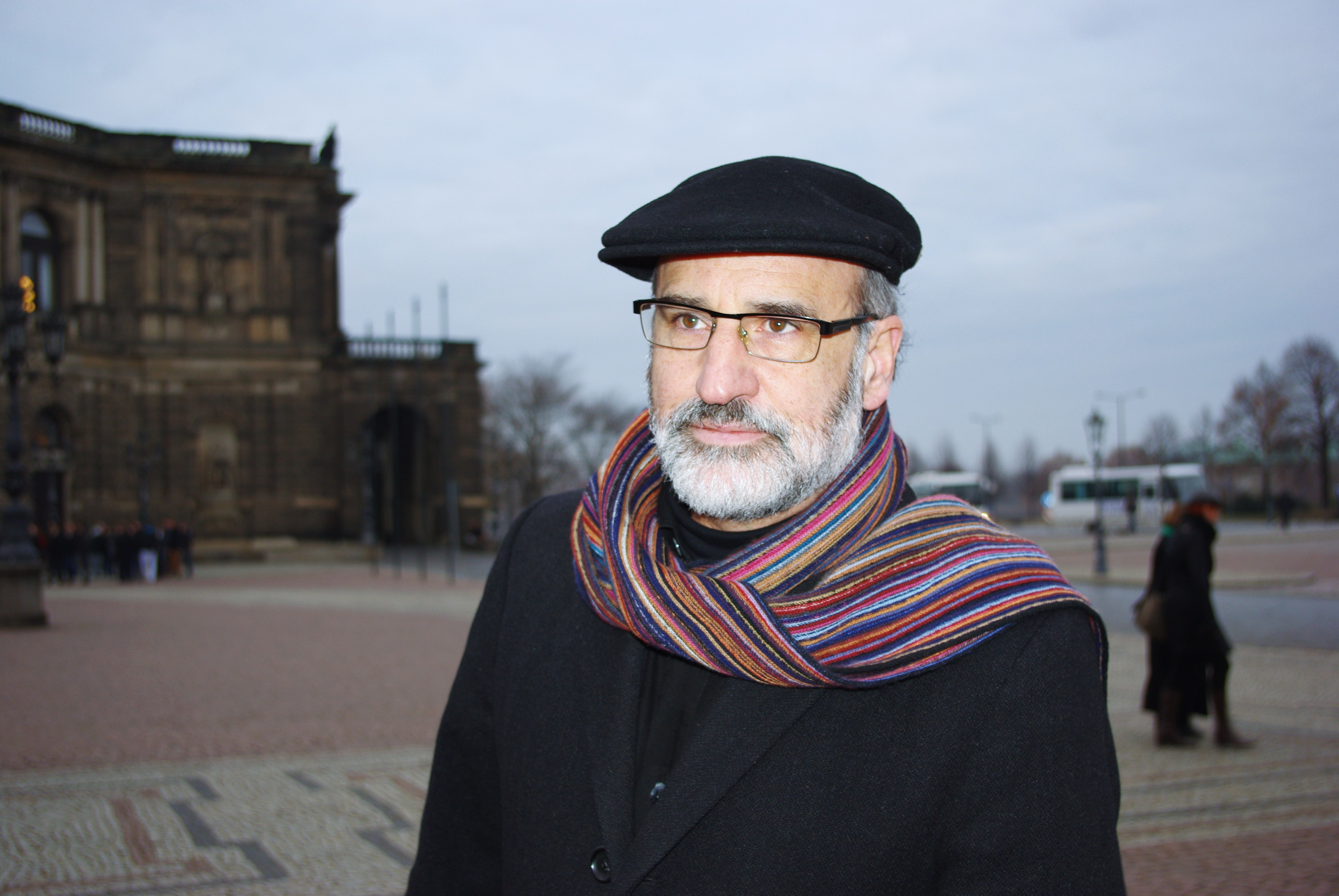
Fernando Aramburu (* 1959)

- Aramburu, Francisco (1922–1997), brasilianischer Fußballspieler
- Aramburu, Izaskun (* 1975), spanische Kanutin
- Aramburu, Juan Carlos (1912–2004), argentinischer Geistlicher, Erzbischof von Tucumán und Buenos Aires sowie Kardinal
- Aramburu, Pedro Eugenio (1903–1970), argentinischer Offizier und Politiker
- Aramburuzabala, María Asunción (* 1963), mexikanische Unternehmerin
- Arame, Joseph (* 1948), französischer Sprinter
- Aramendia, Francisco Javier (* 1986), spanischer Radrennfahrer
- Araméndiz, Zuleima (* 1975), kolumbianische Speerwerferin
- Aramesco, Leonardo (1896–1946), rumänischer Opernsänger (Tenor)
- Arami, Aram (* 1993), deutscher Schauspieler
- Aramin, Bassam (* 1969), palästinensischer Friedensaktivist
- Aramini, Auguste († 1950), französischer Sänger
- Aramis (1950–2010), österreichischer Künstler
- Aramnau, Andrej (* 1988), belarussischer Gewichtheber
- Aramon i Serra, Ramon (1907–2000), spanischer Romanist und Katalanist
- Arampatzis, Adamantios, deutscher Sportwissenschaftler
- Aramu, König von Urartu
- Aramviroj, Panupong (* 1981), thailändischer Fußballspieler

### Aran
- Aran, İlhan (* 1935), türkischer Konteradmiral
- Aran, Muhammet (* 1991), türkischer Fußballspieler
- Aran, Peter, israelischer Diplomat
- Aran, Zalman (1899–1970), israelischer Politiker
- Arana Cruz, José (* 1902), peruanischer Fußballspieler
- Arana del Águila, Julio César (1864–1952), peruanischer Unternehmer, Kautschukhändler und Politiker während des Kautschukbooms
- Arana Goiri, Sabino (1865–1903), baskischer Schriftsteller und Politiker
- Arana Osorio, Carlos (1918–2003), guatemaltekischer Politiker und General
- Arana y Bauer, José Ruiz de (1893–1985), spanischer Diplomat
- Arana, Felipe (1786–1865), argentinischer Jurist und Politiker
- Arana, Giovani Edgar (* 1974), bolivianischer Geistlicher, römisch-katholischer Bischof von El Alto
- Arana, Guilherme (* 1997), brasilianischer Fußballspieler
- Arana, Jaime, mexikanischer Fußballspieler
- Arana, Marco (* 1962), peruanischer katholischer Priester und Umweltaktivist
- Arana, Mariano (1933–2023), uruguayischer Politiker
- Arana, Pedro Angulo (* 1960), peruanischer Rechtsanwalt und Politiker
- Arana, Tomas (* 1955), US-amerikanischer Schauspieler
- Aranaga, Andoni (* 1979), spanischer Radrennfahrer
- Aranberri, Ibon (* 1969), spanischer Künstler
- Aranburu, Alex (* 1995), spanischer Radrennfahrer
- Aranburu, Mikel (* 1979), spanischer Fußballspieler
- Arancedo, José María (* 1940), argentinischer Geistlicher, emeritierter römisch-katholischer Erzbischof von Santa Fe de la Vera Cruz
- Arancibia Clavel, Enrique (1944–2011), chilenischer Geheimdienstmitarbeiter
- Arancibia, Carlos (1911–1987), chilenischer Fußballspieler
- Arancibia, Claudio (* 1984), chilenischer Fußballspieler
- Arancibia, Eduardo (* 1976), chilenischer Fußballspieler
- Arancibia, Francisco (* 1996), chilenischer Fußballspieler
- Arancibia, Franz (* 1967), chilenischer Fußballspieler
- Arancibia, Jorge (* 1939), chilenischer Admiral und Politiker, Oberkommandierender der Marine und Minister
- Arancibia, José María (* 1937), argentinischer Geistlicher und Alterzbischof von Mendoza
- Arancibia, Manuel (1908–1987), chilenischer Fußballspieler
- Arancibia, Pedro (* 1944), chilenischer Fußballspieler
- Arancini, Zoe (* 1991), australische Wasserballspielerin
- Arand, Cäcilie (1838–1908), deutsche Schriftstellerin
- Arand, Franz Jacob (1742–1803), deutscher Mediziner
- Arand, Tobias (* 1967), deutscher Geschichtsdidaktiker und Althistoriker
- Arand, Wilfried (* 1939), deutscher Politiker (SPD), MdBB
- Aranda Díaz-Muñoz, Pedro (1933–2018), mexikanischer Geistlicher und römisch-katholischer Erzbischof von Tulancingo
- Aranda Quiles, Rafael (* 1961), spanischer Architekt
- Aranda, Ángel (1934–2024), spanischer Schauspieler
- Aranda, Antonio (1888–1979), spanischer Armeeoffizier
- Aranda, Carlos, chilenischer Fußballspieler
- Aranda, Cristóbal (* 1966), andorranischer Fußballspieler
- Aranda, Édgar (1986–2020), paraguayischer Fußballspieler
- Aranda, Eduardo (* 1985), paraguayischer Fußballtorhüter
- Aranda, Francisco de Asis Aguilera, spanischer Diplomat
- Aranda, Giuliano Tadeo (* 1974), brasilianischer Fußballspieler
- Aranda, Irene (* 1980), spanische Jazzmusikerin (Piano)
- Aranda, Juan (1926–1971), chilenischer Fußballspieler
- Aranda, Natalie (* 1995), panamaische Leichtathletin
- Aranda, Pedro Pablo Abarca de Bolea de (1719–1798), spanischer Politiker, Minister, Militärperson
- Aranda, Rafael (* 1992), uruguayischer Fußballspieler
- Aranda, Samuel (* 1979), spanischer Fotojournalist
- Aranda, Theodore (1934–2022), belizischer Politiker
- Aranda, Vicente (1926–2015), spanischer Filmregisseur und Drehbuchautor
- Aranda, Xisela (* 1986), spanische Squash- und Fußballspielerin
- Aranđelović, Stojan (1930–1993), jugoslawischer Schauspieler
- Arando, Rubén Erick (* 1994), bolivianischer Mittel- und Langstreckenläufer
- Araneda, Efraín (* 1978), chilenisch-tahitischer Fußballspieler
- Araneda, Enrique (1907–2001), chilenischer Fußballspieler
- Araneda, Luis (* 1953), chilenischer Fußballspieler
- Arangi-Lombardi, Giannina (1891–1951), italienische Opernsängerin (Sopran) der 1920er und 1930er Jahre
- Arangio, Germán (* 1976), argentinischer Fußballspieler
- Arango Velásquez, Rodrigo (1925–2008), brasilianischer Ordensgeistlicher, Bischof des Bistums Buga, Kolumbien
- Arango Velázquez, José de Jesús (1907–1977), kolumbianischer römisch-katholischer Ordensgeistlicher, Apostolischer Präfekt von Guapi
- Arango, Alicia (* 1958), kolumbianische Ministerin und Diplomatin
- Arango, Arturo (* 1955), kubanischer Schriftsteller
- Arango, Débora (1907–2005), kolumbianische Malerin und Keramikerin
- Arango, Emiliana (* 2000), kolumbianische Tennisspielerin
- Arango, Eugenio (1934–2011), kubanischer Musiker
- Arango, Gonzalo (1931–1976), kolumbianischer Schriftsteller
- Arango, Jerónimo (1927–2020), mexikanischer Unternehmer
- Arango, José Agustín (1841–1909), panamaischer Politiker, Präsident der provisorischen Regierungsjunta
- Arango, Juan (* 1980), venezolanisch-spanischer FußballspielerJuan Arango (* 1980)

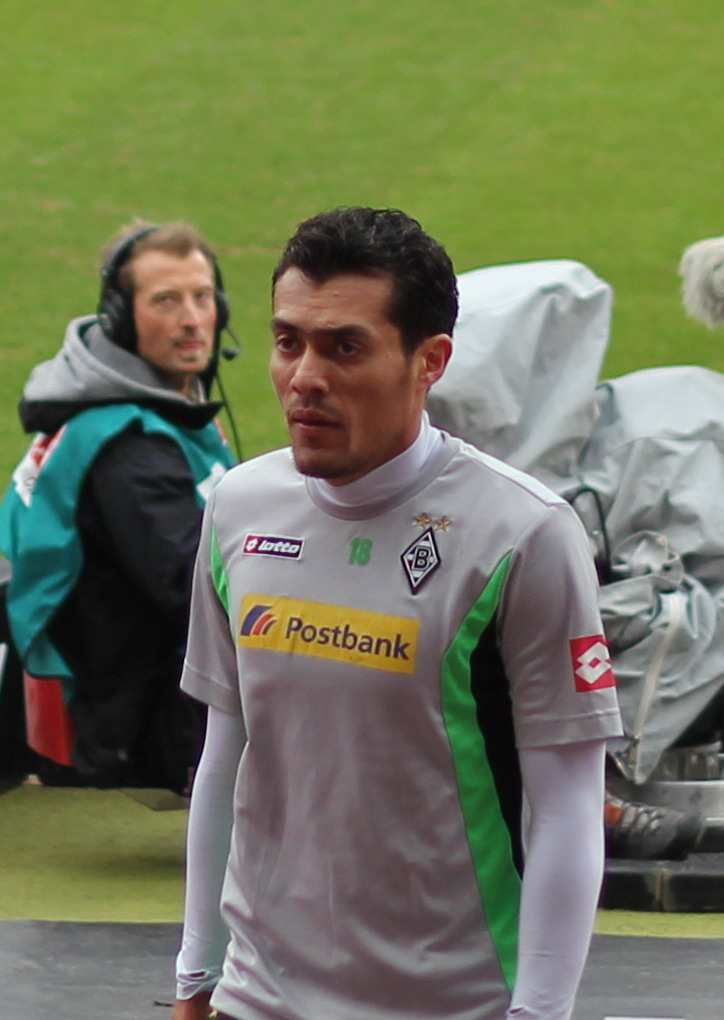
Juan Arango (* 1980)

- Arango, Juan Esteban (* 1986), kolumbianischer Bahn- und Straßenradrennfahrer
- Arango, Juan Sebastián (* 1984), kolumbianischer Radrennfahrer
- Arango, Luis Alfredo (1935–2001), guatemaltekischer Lehrer und Schriftsteller
- Arango, Manuel (* 1936), mexikanischer Filmproduzent, Unternehmer und Philanthrop
- Arango, Sascha (* 1959), deutscher Drehbuch- und Romanautor
- Arango, Tonio (* 1963), deutscher Schauspieler
- Aránguiz, Charles (* 1989), chilenischer Fußballspieler
- Aránguiz, Esteban (* 1948), chilenischer Fußballspieler
- Aránguiz, Pablo (* 1997), chilenischer Fußballspieler
- Aranguren Echeverría, Emilio (* 1950), kubanischer Geistlicher, Bischof von Holguín
- Aranguren, Juan-Martín (* 1983), argentinischer Tennisspieler
- Aranha, Graça (1868–1931), brasilianischer Schriftsteller und Diplomat
- Aranha, Oswaldo (1894–1960), brasilianischer Politiker und Diplomat
- Aranha, Temistocles da Graça (1894–1956), brasilianischer Diplomat
- Arani, Reyhaneh Mobini (* 2000), iranische Leichtathletin
- Arania, Asaf (* 2005), israelischer Fußballspieler
- Aranicki, Fedor (* 1985), serbischer Eishockeytorwart
- Araniko (1244–1306), nepalesischer Architekt
- Aranis, Graciela (1908–1996), chilenische Malerin
- Aranitović, Petar (* 1994), serbisch-kroatischer Basketballspieler
- Aranka, Georg von (1737–1817), ungarischer Schriftsteller und Jurist
- Arano, Takuma (* 1993), japanischer Fußballspieler
- Aranowski, Krystian (* 1988), polnischer Ruderer
- Aranowskyj, Jewhen (* 1976), ukrainischer Fußballschiedsrichter
- Arant, Herschel Whitfield (1887–1941), US-amerikanischer Jurist
- Arantes, Moacir Silva (* 1969), brasilianischer Geistlicher und römisch-katholischer Bischof von Barreiras
- Aranth, Aruzina, etruskischer Töpfer
- Arantola, Kalle (1913–1940), finnischer Skisportler
- Arany, Gábor (* 1976), ungarischer Radrennfahrer
- Arany, János (1817–1882), ungarischer DichterJános Arany (1817–1882)

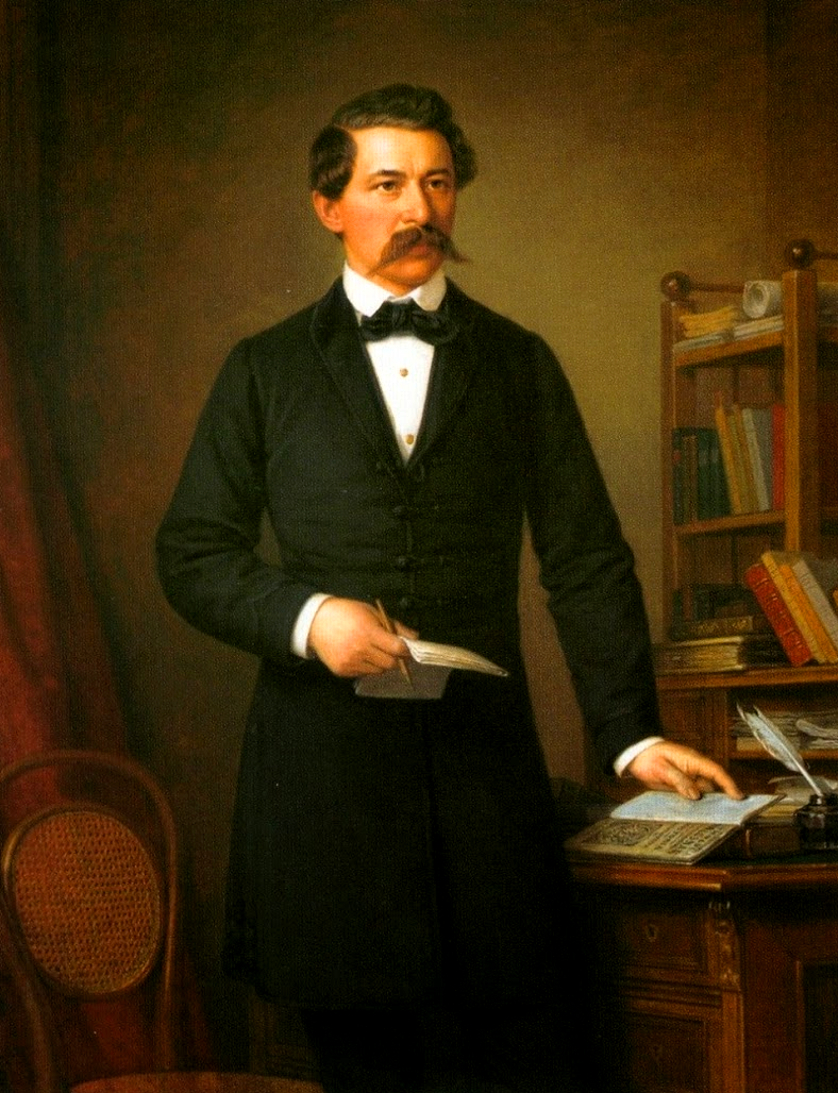
János Arany (1817–1882)

- Arany, László (1844–1898), ungarischer Dichter
- Aranyi, Desider (1868–1923), ungarischer Opernsänger (Tenor)
- Arányi, Jelly d’ (1893–1966), ungarisch-britische Geigerin
- Aranyi, Lajos (1931–2003), ungarischer Radrennfahrer und Trainer
- Aranyos, István (1942–2022), ungarischer Turner
- Aranzábal, Agustín (* 1973), spanischer Fußballspieler
- Aranzi, Giulio Cesare (1530–1589), italienischer Anatom
- Aranzubia, Daniel (* 1979), spanischer Fußballspieler
- Aranzulla, Salvatore (* 1990), italienischer Blogger

### Arao
- Arão, Willian (* 1992), brasilianischer Fußballspieler
- Araos, Ángelo (* 1997), chilenischer Fußballspieler
- Araos, Phillip (* 1990), chilenischer Fußballspieler
- Araouzou, Kalliopi (* 1991), griechische Freiwasserschwimmerin
- Aráoz de La Madrid, Gregorio (1795–1857), argentinischer Militärführer und Politiker
- Aráoz Herrasti, Manuel de (* 1920), mexikanischer Botschafter
- Aráoz, Duberty (* 1920), bolivianischer Fußballspieler
- Aráoz, Mercedes (* 1961), peruanische Politikerin, Professorin und Wirtschaftswissenschaftlerin

### Arap
- Arap, Larissa Iwanowna (* 1958), russische Journalistin und Bürgerrechtlerin
- Arapbajewa, Schibek (* 1991), kasachische Freestyle-Skierin
- Arapi, Florenc (* 1985), albanischer Fußballspieler
- Arapi, Lindita (* 1972), albanische Schriftstellerin
- Arapi, Renato (* 1986), albanischer Fußballspieler
- Arapović, Selma (* 1976), österreichische Politikerin (NEOS), Landtagsabgeordnete
- Arapow, Boris Alexandrowitsch (1905–1992), russischer Komponist
- Araptany, Jacob (* 1992), ugandischer Hindersläufer

### Araq
- Araqischwili, Dimitri (1873–1953), georgischer und sowjetischer Komponist
- Araque Valerio, Oswaldo Enrique (* 1964), venezolanischer römisch-katholischer Geistlicher und Bischof von Guanare
- Araquistáin, José (* 1937), spanischer Fußballspieler

### Arar
- Arar, Funda (* 1975), türkische Popsängerin
- Arar, Maher (* 1970), syrisch-kanadischer Staatsbürger, zu Unrecht als Terrorist verdächtigt
- Arar, Sulayman (* 1934), jordanischer Politiker
- Araripe Júnior (1848–1911), brasilianischer Jurist, Literaturkritiker und Schriftsteller
- Araripe, Tristão de Alencar (1894–1969), brasilianischer Marschall

### Aras
- Aras, Ahmet (* 1987), türkischer Fußballspieler
- Aras, Bulut (* 1953), türkischer Film- und Fernsehschauspieler
- Aras, Maryam (* 1982), deutsche Autorin, Kritikerin und Literaturwissenschaftlerin
- Aras, Muhterem (* 1966), türkisch-deutsche Politikerin (Bündnis 90/Die Grünen)Muhterem Aras (* 1966)

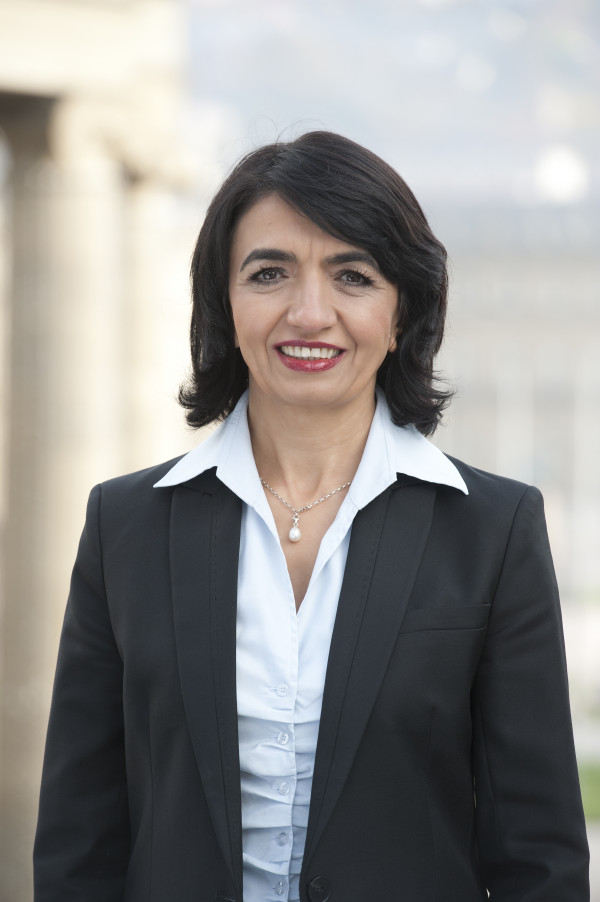
Muhterem Aras (* 1966)

- Aras, Tevfik Rüştü (1883–1972), türkischer Politiker, Diplomat und Täter im Völkermord an den Armeniern
- Arasa, Edgardo (* 1961), argentinischer Fußballspieler
- Araschi, Abd al-Karim Abdullah al- (1934–2006), jemenitischer Politiker und Präsident
- Arase, Kelvin (* 1999), österreichischer Fußballspieler
- Arash (* 1978), schwedisch-iranischer SängerArash (* 1978)

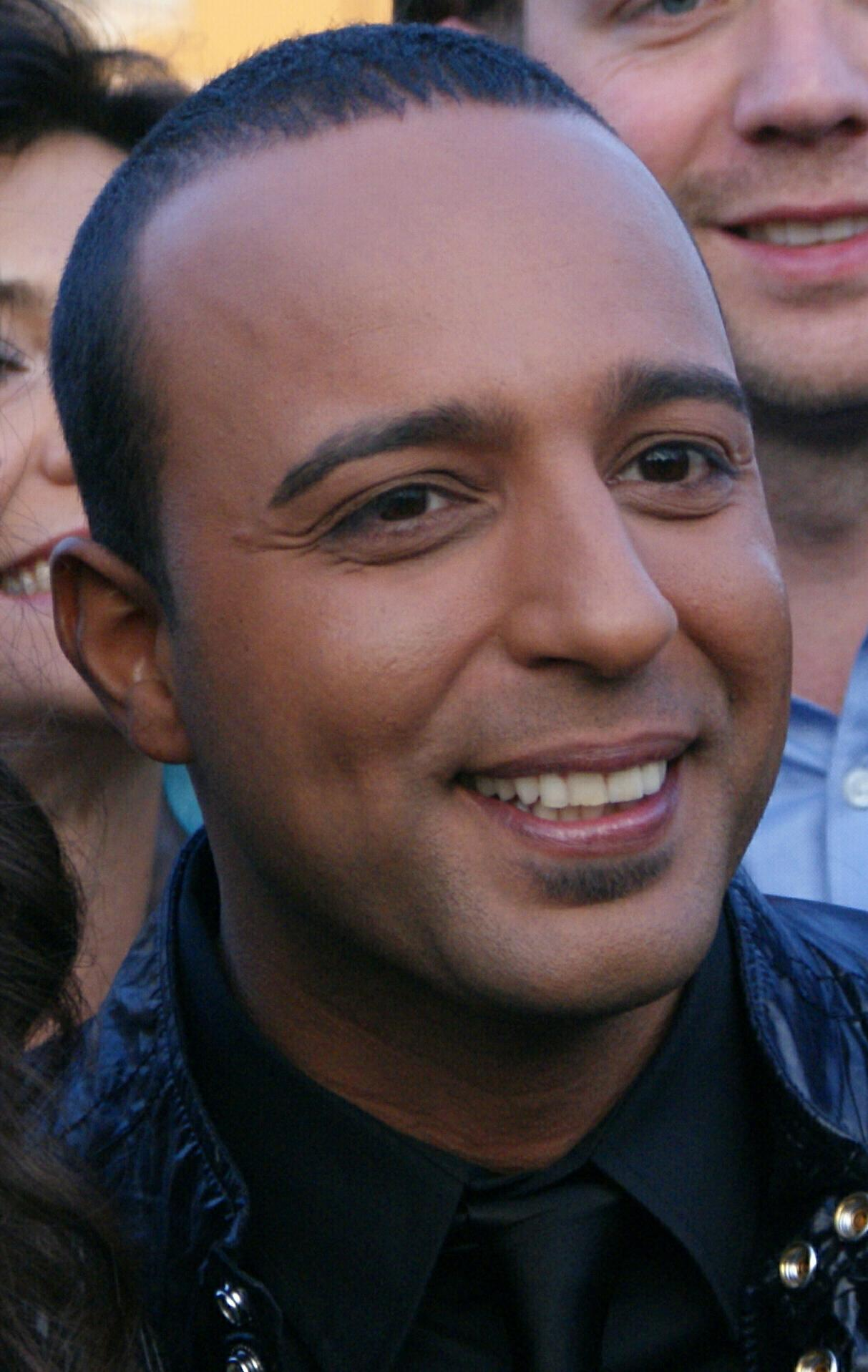
Arash (* 1978)

- Arashi, Kanjūrō (1902–1980), japanischer Theater- und Filmschauspieler, sowie Regisseur
- Arashiro, Yukiya (* 1984), japanischer Radrennfahrer
- Arasi, Jardena (* 1951), israelische Sängerin
- Araskog, Rand (1931–2021), US-amerikanischer Industriemanager
- Arasola, Sofia (* 1991), finnische Schauspielerin
- Arason, Hallur (* 1998), färöischer Handballspieler
- Arasowa, Isabella (* 1936), armenische Komponistin
- Arasse, Daniel (1944–2003), französischer Kunsthistoriker
- Arasteh, Keikawus (* 1955), deutsch-iranischer Arzt und AIDS-Forscher
- Arasteh, Nader (* 1893), persischer Diplomat
- Arastey Sahún, María Lourdes (* 1959), spanische Juristin
- Arasu, Valan (* 1967), indischer römisch-katholischer Geistlicher, Bischof von Jabalpur
- Araszkiewicz, Feliks (1895–1966), polnischer Literaturhistoriker
- Araszkiewicz, Franciszek (* 1986), polnischer Komponist, Installations-, Performance- und Videokünstler
- Araszkiewicz, Jarosław (* 1965), polnischer Fußballspieler

### Arat
- Arat, Can (* 1984), türkischer Fußballspieler
- Arat, Erdem (* 1946), türkischer Fußballtorhüter
- Arat, Hasan (* 1959), türkischer Sportfunktionär, Geschäftsmann und Basketballspieler
- Arat, İbrahim (* 1988), türkischer Gewichtheber
- Arat, Melda (* 1970), türkische Schauspielerin
- Arata, Antonino (1883–1948), italienischer Geistlicher, Titularerzbischof und Apostolischer Nuntius
- Arata, David, US-amerikanischer Drehbuchautor
- Arata, Giulio Ulisse (1881–1962), italienischer Architekt
- Arata, Pedro Narciso (1848–1922), argentinischer Chemiker
- Arata, Tomoyuki (* 1985), japanischer Fußballspieler
- Arata, Ubaldo (1895–1947), italienischer Kameramann
- Arata, Yoshiaki (1924–2018), japanischer Ingenieur
- Aratama, Misato (* 1991), japanische Badmintonspielerin
- Aratanha, José (* 1922), brasilianischer Admiral
- Aratani, Hiroki (* 1975), japanischer Fußballspieler
- Aratius († 552), armenischer und oströmischer Militärbefehlshaber
- Arató, Andor (1887–1964), rumäniendeutscher Kirchenmusiker und Komponist
- Arató, András (* 1945), ungarischer Elektroingenieur und Model
- Arato, Andrew (* 1944), US-amerikanischer Soziologe
- Arato, David (* 1979), ungarischer Radrennfahrer
- Arató, István (1910–1980), ungarischer Komponist
- Arató, István (1922–2010), ungarischer Maler
- Arató, Robert (* 1959), tschechischer Künstler
- Arator, spätantiker Dichter
- Aratore, Marco (* 1991), Schweizer Fußballspieler
- Aratos aus Argos, antiker griechischer Aulet
- Aratos von Knidos, antiker griechischer Historiker
- Aratos von Sikyon (271 v. Chr.–213 v. Chr.), Stratege des Achaiischen Bundes
- Aratos von Soloi († 245 v. Chr.), griechischer Autor
- Arattukulam, Michael (1910–1995), indischer Geistlicher und Bischof von Alleppey
- Aratym, Hubert (1926–2000), österreichischer Maler

### Arau
- Arau, Alfonso (* 1932), mexikanischer Schauspieler, Produzent und RegisseurAlfonso Arau (* 1932)

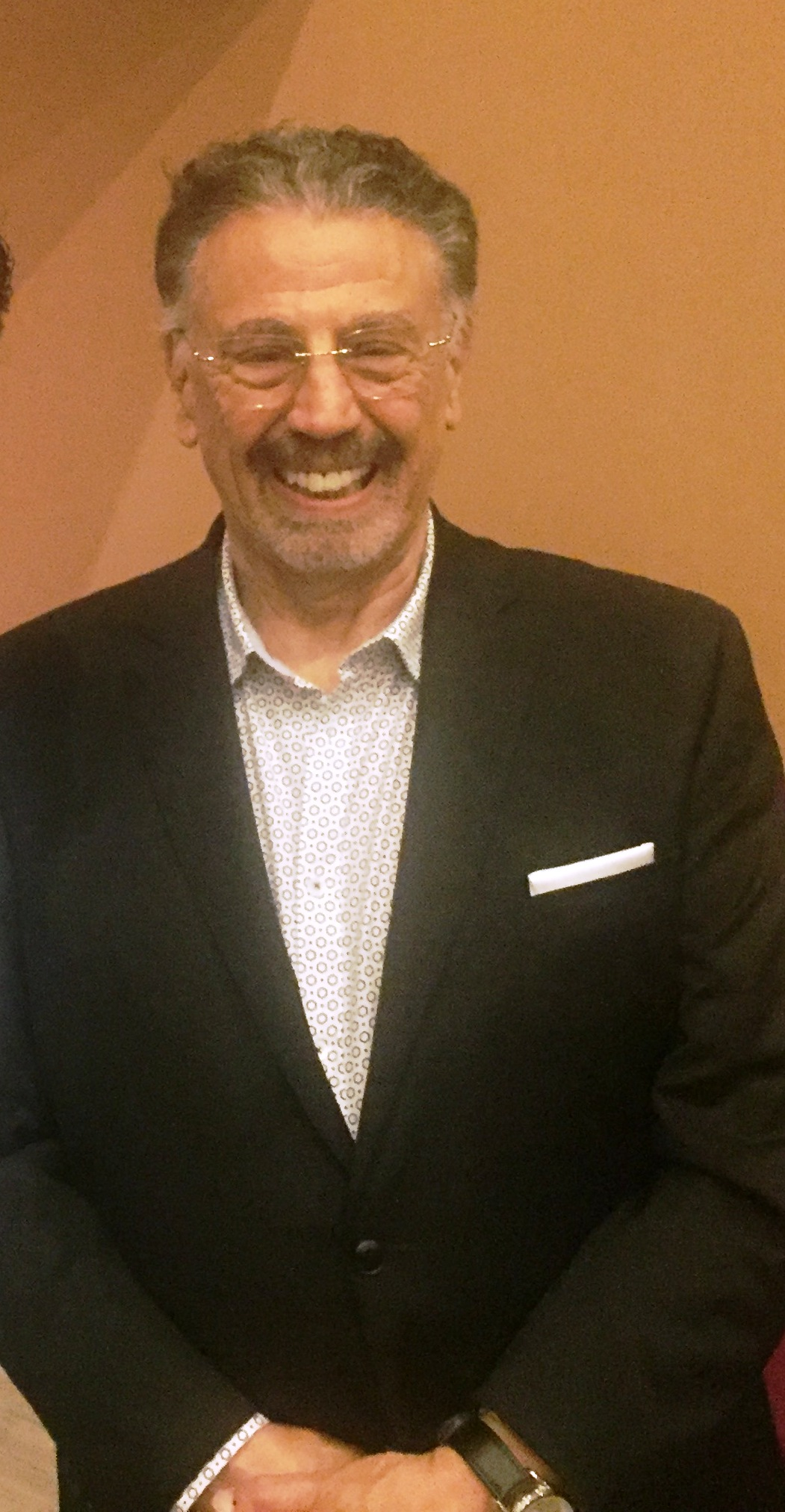
Alfonso Arau (* 1932)

- Araúcho, Manuel de (1803–1842), uruguayischer Offizier, Autor und Journalist
- Arauco, Ingrid, US-amerikanischer Komponistin und Musikpädagogin
- Araud, Gérard (* 1953), französischer Diplomat und Autor
- Araújo Alves, Alcides (* 1985), brasilianischer Fußballspieler
- Araújo Benevenuto, Humberto de (* 1903), brasilianischer Fußballnationalspieler
- Araújo Chaves Júnior, Renato de (* 1990), brasilianischer Fußballspieler
- Araújo Correia, de João (1899–1985), portugiesischer Schriftsteller
- Araújo de Almeida, Lukian (* 1991), brasilianischer Fußballspieler
- Araujo de Carvalho, Jeferson de (* 1996), brasilianischer Fußballspieler
- Araújo Filho, Vladimir Orlando Cardoso de (* 1989), brasilianischer Fußballtorwart
- Araújo Iglesias, Miguel Ángel (1920–2007), spanischer Geistlicher, Bischof von Mondoñedo-Ferrol
- Araújo Martins, Joubert (* 1975), brasilianischer Fußballspieler
- Araújo Matos, Vicente de Paulo (1918–1998), brasilianischer Geistlicher, Bischof von Crato
- Araújo Perdomo, Fernando (* 1955), kolumbianischer Politiker
- Araújo Porto-Alegre, Manuel de (1806–1879), brasilianischer Dichter und Maler
- Araújo Ruano, Joaquín (1851–1894), spanischer Maler, Grafiker und Buchillustrator
- Araújo Soares, Clemerson de (* 1977), brasilianischer Fußballspieler
- Araújo, Abílio (* 1949), osttimoresischer Politiker und Komponist
- Araújo, Abílio Xavier de, osttimoresischer Politiker
- Araújo, Adriana (* 1981), brasilianische Boxerin
- Araújo, Afonso Redentor (1942–1979), osttimoresischer Komponist der Nationalhymne Osttimors
- Araújo, Alberto (1938–2020), osttimoresischer Geistlicher, Philosoph und Unabhängigkeitsaktivist
- Araújo, Alcivan Tadeus Gomes de (* 1972), brasilianischer römisch-katholischer Geistlicher, Weihbischof in Paraíba
- Araujo, Alexandra (* 1972), italienische Wasserballspielerin
- Araújo, Alexandrino de, osttimoresischer Politiker
- Araújo, Aliança (* 1952), osttimoresische Politikerin
- Araújo, Altevir de (* 1955), brasilianischer Sprinter und Weitspringer
- Araújo, Amito, osttimoresischer Journalist
- Araújo, Andre (* 1988), brasilianischer Fußballspieler
- Araújo, Antonito de, osttimoresischer Diplomat
- Araújo, Armindo (* 1977), portugiesischer Rallyefahrer
- Araújo, Arnaldo dos Reis (1913–1988), osttimoresischer Politiker, indonesischer Gouverneur von Timor Timur
- Araujo, Arturo (1878–1967), salvadorianischer Präsident (1931)
- Araújo, Augusto de, osttimoresischer Politiker
- Araújo, Benedito (* 1963), brasilianischer Geistlicher und römisch-katholischer Bischof von Guajará-Mirim
- Araújo, Bruno (* 1972), brasilianischer Politiker
- Araújo, Carlito Pinheiro de († 2018), osttimoresischer Lehrer, Beamter und Administrator
- Araújo, Carolina (* 1976), brasilianische Mathematikerin
- Araujo, Cheryl (1961–1986), US-amerikanisches Opfer einer Gruppen-Vergewaltigung
- Araújo, Crisódio (1964–2021), osttimoresischer Schriftsteller und Politiker
- Araujo, Dolores, mexikanischer Fußballspieler
- Araújo, Domingos Carvalho de (* 1965), osttimoresischer Politiker
- Araújo, Elídio de (* 1975), osttimoresischer Politiker
- Araújo, Epaminondas José de (1922–2010), brasilianischer Geistlicher, römisch-katholischer Bischof von Palmeira dos Índios
- Araújo, Ernesto (* 1967), brasilianischer Diplomat, Politiker und Außenminister
- Araújo, Eronilde de (* 1970), brasilianischer Hürdenläufer
- Araújo, Eusébio Corsino de (* 1956), osttimoresischer Diplomat
- Araújo, Fernando de (1963–2015), osttimoresischer Politiker
- Araújo, Francisco Camilo de (1849–1901), brasilianischer Politiker
- Araújo, Francisco de (* 1973), osttimoresischer Politiker
- Araújo, Germán (* 1995), uruguayischer Fußballspieler
- Araújo, Guilhermina, osttimoresische Frauenrechtlerin und Unabhängigkeitsaktivistin
- Araújo, Helena (1934–2015), kolumbianische Schriftstellerin und Professorin
- Araújo, Heriberto (* 1983), spanischer Journalist und Autor
- Araújo, Ilan (* 1980), brasilianischer Fußballspieler
- Araújo, Jacob de (* 1974), osttimoresischer Politiker
- Araújo, José (1933–1992), kap-verdischer Widerstandskämpfer und Politiker der PAIGC/PAICV
- Araújo, José Bonifacio dos Reis, osttimoresischer Politiker und indonesischer Beamter
- Araújo, José Vieira de (* 1985), osttimoresischer Politiker
- Araújo, Jovito (* 1963), osttimoresischer katholischer Geistlicher
- Araujo, Juan de (1646–1712), peruanischer Komponist
- Araujo, Julián (* 2001), mexikanisch-amerikanischer Fußballspieler
- Araújo, Larissa (* 1992), brasilianische Handballspielerin
- Araújo, Leandro Freire de (* 1989), brasilianischer Fußballspieler
- Araújo, Leonardo Nascimento de (* 1969), brasilianischer Fußballspieler und SportdirektorLeonardo Nascimento de Araújo (* 1969)

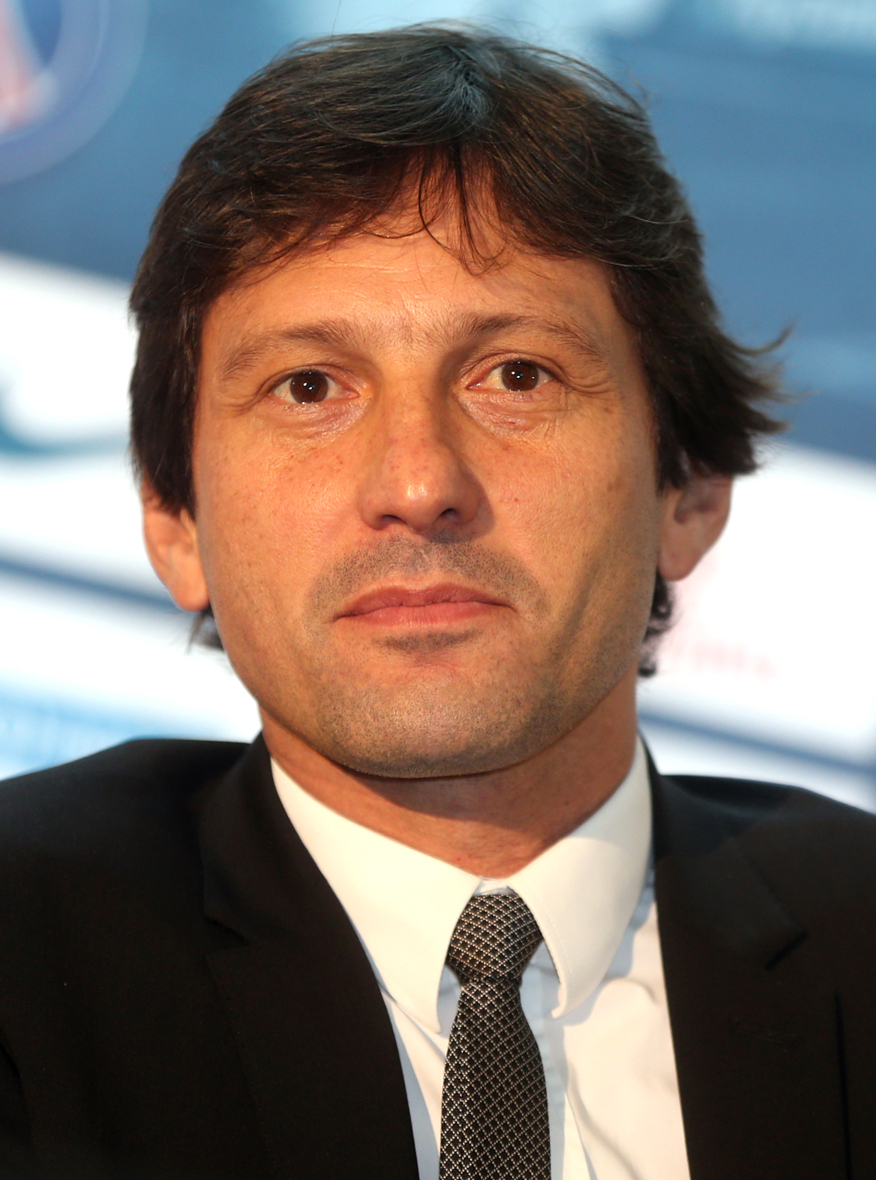
Leonardo Nascimento de Araújo (* 1969)

- Araújo, Lucas (* 1983), brasilianischer Badmintonspieler
- Araújo, Luiz (* 1996), brasilianischer Fußballspieler
- Araújo, Luiz Alberto de (* 1987), brasilianischer Leichtathlet
- Araújo, Manuel de (* 1970), mosambikanischer Politik- und Wirtschaftswissenschaftler sowie Politiker des MDM
- Araujo, Manuel Enrique (1865–1913), Politiker in El Salvador
- Araújo, Manuel Tavares de (1912–2006), brasilianischer Geistlicher und römisch-katholischer Bischof von Caicó
- Araújo, Márcio (* 1973), brasilianischer Beachvolleyballspieler und Weltmeister
- Araújo, Márcio Rodrigues (* 1984), brasilianischer Fußballspieler
- Araújo, María Consuelo (* 1971), kolumbianische Politikerin
- Araújo, Martha (* 1996), kolumbianische Leichtathletin
- Araújo, Martinho de (* 1973), osttimoresischer Gewichtheber und Olympiateilnehmer
- Araújo, Matilde Rosa (1921–2010), portugiesische Schriftstellerin
- Araújo, Miguel (* 1978), portugiesischer Liedermacher und Sänger
- Araujo, Miguel (* 1994), peruanischer Fußballspieler
- Araújo, Natália de (* 1966), osttimoresische Politikerin
- Araujo, Néstor (* 1991), mexikanischer Fußballspieler
- Araújo, Óscar de (* 1982), osttimoresischer Politiker
- Araujo, Patricio (* 1988), mexikanischer Fußballspieler
- Araújo, Paulo César (1934–1991), brasilianischer Fußballspieler
- Araújo, Pedro (* 1993), dominikanischer Baseballspieler
- Araújo, Pedro de, portugiesischer Organist und Komponist
- Araújo, Petros Matheus dos Santos (* 1989), brasilianischer Fußballspieler
- Araújo, Ronald (* 1999), uruguayischer FußballspielerRonald Araújo (* 1999)

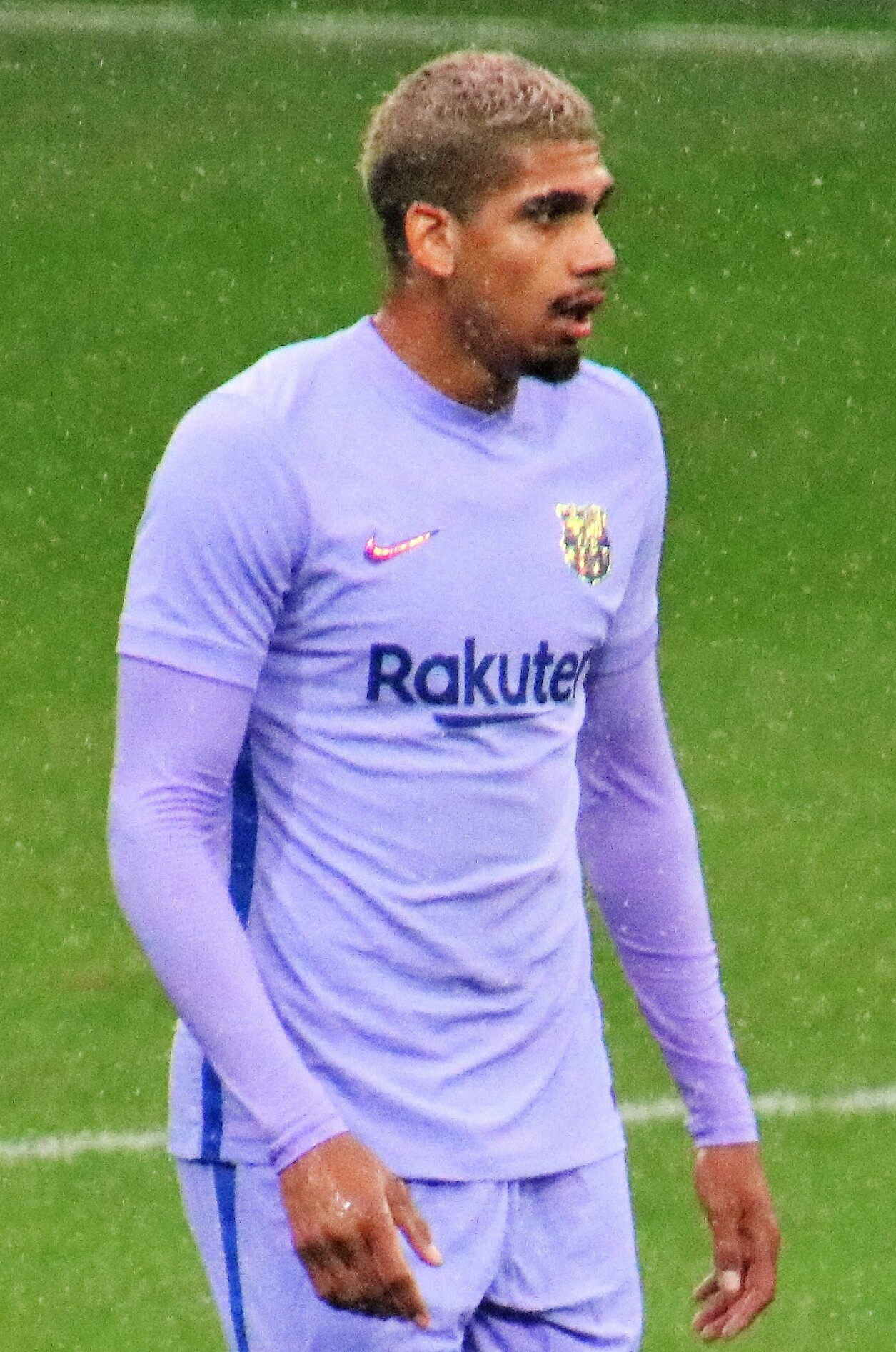
Ronald Araújo (* 1999)

- Araújo, Ronilton Souza de (* 1967), brasilianischer römisch-katholischer Ordensgeistlicher, Bischof von São Raimundo Nonato
- Araújo, Rui Maria de (* 1964), osttimoresischer Politiker
- Araujo, Sergio (* 1992), argentinischer Fußballspieler
- Araújo, Sofia (* 1994), portugiesische Padel- und Tennisspielerin
- Araújo, Tomás (* 2002), portugiesischer Fußballspieler
- Araújo, Vinícius (* 1993), brasilianischer Fußballspieler
- Araújo, Wilser, uruguayischer Kanute
- Arauner, Richard (1902–1936), deutscher NS-Agrarfunktionär und SS-Oberführer
- Araúz, Hansell (* 1989), costa-ricanischer Fußballspieler
- Araúz, Reina Torres de (1932–1982), panamaische Anthropologin und Ethnographin

### Arav
- Aravantinos, Panos (1884–1930), griechisch-deutscher Bühnenbildner
- Aravantinos, Vassilis L. (* 1950), griechischer Klassischer Archäologe und Mykenologe
- Aravena Plaza, Jorge Orlando (* 1958), chilenischer Fußballspieler und -trainer
- Aravena, Alejandro (* 1967), chilenischer Architekt
- Aravena, Alexander (* 2002), chilenischer Fußballspieler
- Aravena, Cristian (* 1998), chilenischer Fußballspieler
- Aravena, José (* 1978), chilenischer Bahn- und Straßenradrennfahrer
- Aravena, Manuel (* 1954), chilenischer Radrennfahrer
- Aravena, Noé (* 2002), chilenischer Beachvolleyballspieler
- Aravena, Orlando (1942–2024), chilenischer Fußballspieler und -trainer
- Aravena, Oscar (* 1978), chilenischer Fußballspieler
- Aravičius, Petras (1887–1942), litauischer Jurist und Innenminister Litauens
- Aravindh Chithambaram (* 1999), indischer Schachspieler
- Aravirta, Hannu (* 1953), finnischer Eishockeyspieler und -trainer

### Aray
- Araya Goubet, Guillermo (1931–1983), chilenischer Romanist und Hispanist
- Araya Guerrero, Pedro (* 1974), chilenischer Politiker
- Araya Monge, Johnny (* 1957), costa-ricanischer Politiker (PLN)
- Araya, Cristian Mario (* 1989), chilenischer Badmintonspieler
- Araya, Felipe (* 1990), chilenischer Fußballspieler
- Araya, Hugo Ricardo (* 1960), argentinischer Geistlicher und römisch-katholischer Bischof von Cruz del Eje
- Araya, Jorge (1924–1992), chilenischer Fußballspieler
- Araya, Jorge (* 1996), chilenischer Fußballspieler
- Araya, Kazuo (* 1949), japanischer Nordischer Kombinierer
- Araya, Luis (1921–2020), chilenischer Fußballspieler
- Araya, Manuel (1948–1994), chilenischer Fußballspieler
- Araya, Marianela (* 1988), costa-ricanische Fußballschiedsrichterin
- Araya, Pedro (* 1942), chilenischer Fußballspieler
- Araya, Tom (* 1961), chilenisch-US-amerikanischer Sänger und Bassist der Thrash-Metal-Band SlayerTom Araya (* 1961)

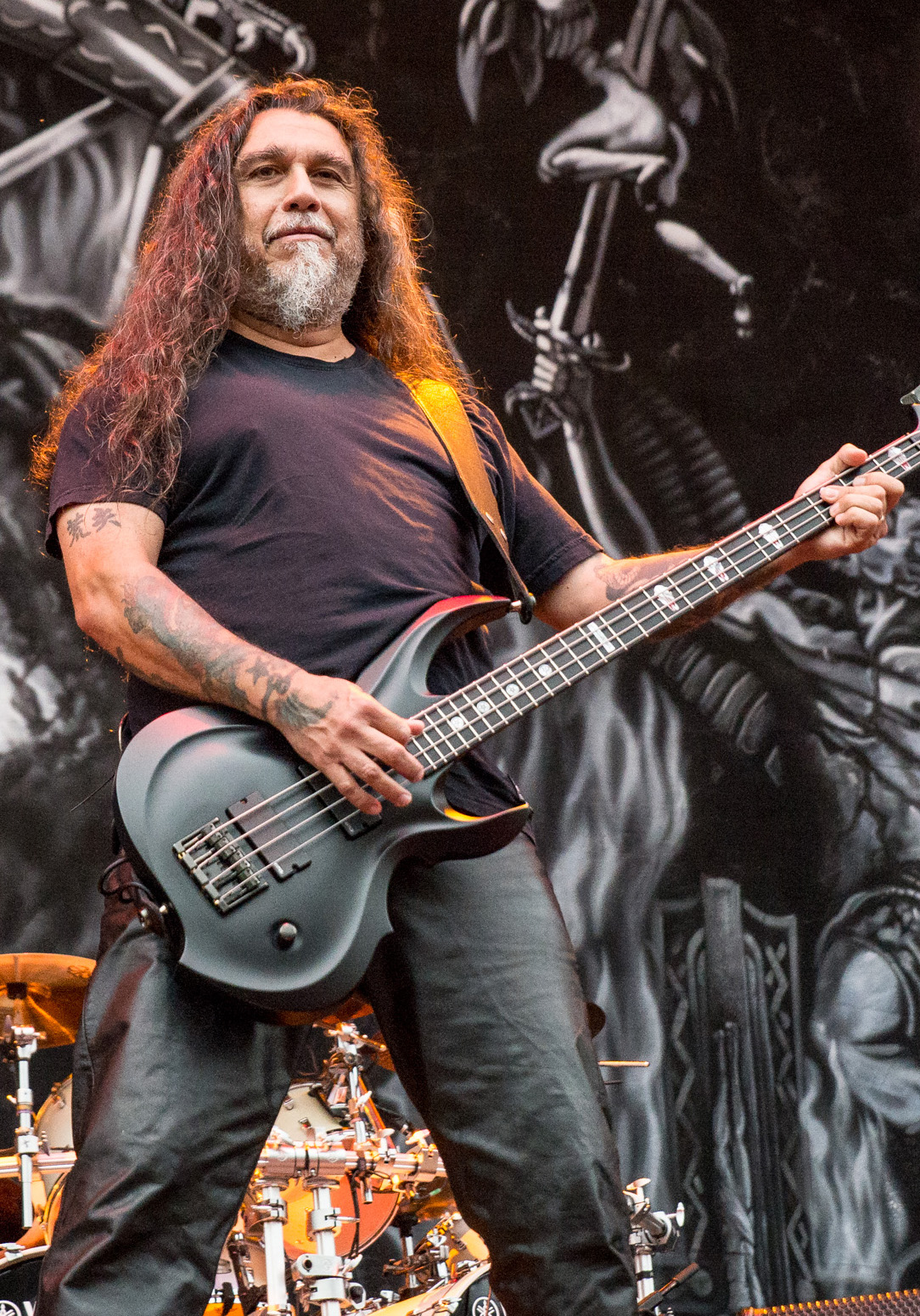
Tom Araya (* 1961)

- Araya, Zeudi (* 1951), eritreische Schauspielerin und Schönheitskönigin

### Araz
- Araz, Muhammet (* 2003), österreichischer Fußballspieler
- Araz, Musa (* 1994), Schweizer Fußballspieler
- Araz, Nezihe (1920–2009), türkische Schriftstellerin und Journalistin
- Arazhul (* 1997), deutscher Influencer und Webvideoproduzent
- Arazi, Hicham (* 1973), marokkanischer Tennisspieler
- Arazilow, Magomedchan Suleimanowitsch (* 1958), sowjetischer Ringer